# (5109) Robertmiller
(5109) Robertmiller est un astéroïde de la ceinture principale.

## Description
(5109) Robertmiller est un astéroïde de la ceinture principale. Il fut découvert le 13 septembre 1987 à La Silla par Henri Debehogne. Il présente une orbite caractérisée par un demi-grand axe de 2,24 UA, une excentricité de 0,07 et une inclinaison de 3,6° par rapport à l'écliptique.

## Compléments